# Tobelhocker

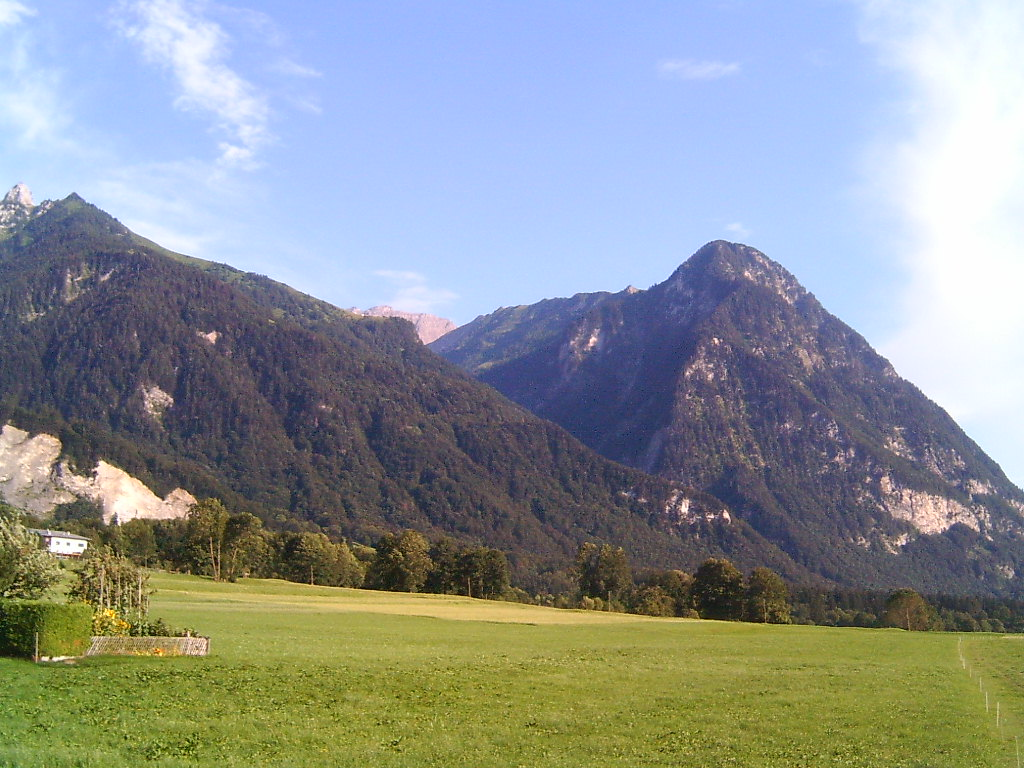
Lawenatobel, von Triesen aus gesehen

Tobelhocker, auch Brenner, sind nach Überlieferungen aus der Hexenverfolgungszeit die Einwohner verschiedener Familien von Triesen, auch Triesenberg, in Liechtenstein, welche durch eine wahrscheinlich einzigartige Umkehr der Hexenverfolgungsmotive symbolisch geächtet wurden. Diese Sage bezieht sich auf die Hexenprozesse in Triesen.

## Erklärung
Die Seelen der Menschen, welche die angeblichen Hexen angezeigt hatten, wurden der Sage nach tief in das Lawenatobel zwischen Triesen und Balzers verbannt. Dieser „Fluch“ galt nicht nur für die Täter, sondern auch für deren Nachfahren bis zur neunten Generation.
Die „Tobelhocker“ wurden in den Lawenatobel verbannt und mussten dort auf Steinen an einem grossen Steintisch sitzen und in einer Steinhöhle schlafen.